# ایجکس (پاک‌کننده)
ایجکس (انگلیسی: Ajax) یک برند محصولات شوینده است که در سال ۱۹۴۷ توسط کولگیت-پالمولیو به عنوان یک شویندهٔ پودری خانگی و صنعتی تولید شد. محتویات آن شامل سدیم دودسیل‌بنزن‌سولفونات، سدیم کربنات، و کوارتز است.
نام عملیات ایجکس که منجر به سرنگونی دولت محمد مصدق، نخست وزیر ایران شد برگرفته از این شوینده است، که القاگر مقصود این عملیات مبنی بر محو هدف آن است.